# FLEX
株式会社フレックス（英: FLEX Co.,ltd）はテレビ朝日の子会社で、報道番組の制作、撮影取材、映像編集、テレビ朝日に所蔵されている映像ライブラリーの管理・運用を行なっているテレビ朝日のグループ企業。

## 沿革
- 1971年 - (株)井上プロダクションとして発足。NET（現・テレビ朝日）ニュースの取材・編集を担当。
- 1986年 - (株)フレックスに社名変更。
- 1995年 - テレビ朝日の関連会社（持分法適用会社）となる。
- 2000年 - フレックスアメリカ（FLEX America Inc.）を設立。
- 2008年 - テレビ朝日の連結子会社となる。
- 2016年 - テレビ朝日の完全子会社となる。
- 2021年 - 創立50周年を迎える。

## 主な制作協力番組
- ANN NEWS（テレビ朝日系列）
- グッド!モーニング（テレビ朝日系列）
- 羽鳥慎一モーニングショー（テレビ朝日系列）
- 大下容子ワイド!スクランブル（テレビ朝日系列）
- スーパーJチャンネル（テレビ朝日系列）
- 報道ステーション（テレビ朝日系列）
- サタデーステーション（テレビ朝日系列）
- サンデーステーション（テレビ朝日系列）
- サンデーLIVE!!（テレビ朝日系列）

## 主な受賞歴
- 日本映画テレビ技術協会 第36回 日本テレビ技術賞 - ニュースステーション「震災のあと」の撮影（1996年度）
- 日本映画テレビ技術協会 第40回 日本テレビ技術賞 - ニュースステーション「女子高生殺人事件 加害者と親のその後」の撮影（2000年度）
- 日本映画テレビ技術協会 第2回 映像技術賞 - ニュースステーション「和歌山たてこもり男」の撮影（2002年度）
- テレビ朝日グループ表彰 奨励賞（2004年度）
- 日本映画テレビ技術協会 第7回 映像技術奨励賞 - 「愛知発砲たてこもり事件 犯人逮捕速報」の撮影（2007年度）
- テレビ朝日グループ表彰 特別賞（2007年度）
- ニューヨークフェスティバル2014 政治部門 金メダル、国際情勢部門 銅メダル - 戦後68年特別企画「原発と原爆～日本の原子力とアメリカの影～」
- ニューヨークフェスティバル2015 国際情勢部門 銅メダル - テレメンタリー2014「福島第二原発の“奇跡”」の撮影
- 平成27年 日本民間報道連盟賞 番組部門 テレビ教養番組部門 優秀賞 - 「笑顔の約束～難病ALSを生きる～」
- US INTERNATIONAL FILM&VIDEO FESTIVAL 2015 - テレメンタリー2014「隠蔽や黙殺か～封印された汚染マップ」の取材・編集
- テレビ朝日グループ表彰 特別賞（2016年度）
- 日本映画テレビ技術協会 第71回 映像技術賞 - 報道ステーション「高校生が描く原爆の絵」の撮影
- 第13回 ANN映像大賞 企画部門賞 - 報道ステーション「高校生が描く原爆の絵」の撮影
- ニューヨークフェスティバル2018 ニュースドキュメンタリー社会部門 金賞 - テレメンタリー「一億総活躍社会の片隅で～ママを許して～」
- 第34回 ATP賞 ドキュメンタリー部門奨励賞 - Abema X GLOBE「野獣」という名の列車をたどって
- テレビ朝日グループ表彰 COMPANY OF THE YEAR（2018年度）
- 民教協「日本のチカラ」番組選奨 文部科学大臣賞 - 人生を２倍楽しんでおります！～全盲先生 暗闇ニモ負ケズ～
- 日本映画テレビ技術協会 第74回 映像技術賞 - 報道ステーション「星空を守り続ける"美星町"」（2020年度）